# マンチェスター・アリーナに於ける爆発物事件
マンチェスター・アリーナに於ける爆発物事件（マンチェスター・アリーナにおけるばくはつぶつじけん）は、2017年5月22日（日本時間23日）にイギリスのマンチェスターにあるマンチェスター・アリーナで発生した自爆テロとみられる事件。

## 概要
2017年5月22日夜、マンチェスター・アリーナではアメリカ合衆国のシンガーソングライター、アリアナ・グランデの『デンジャラス・ウーマン・ツアー』と題した、2017年ワールドツアーのマンチェスター公演が挙行されていた。公演が終了した直後、観客が帰り始めた22時33分 (BST) 頃、マンチェスター・アリーナのエントランス・ロビー付近で爆発が発生し、場外には煙が上がった。この爆発により、コンサートの観客らと実行犯を含む計23名が死亡し、59名がけがを負って病院に搬送された。
地元警察当局によると、実行犯は単独の男で、所持していた手製爆発物を起爆させて死亡した。過激派組織「イスラム国」（ISIL）は翌23日に犯行声明を発表したが、警察はそれを裏付ける証拠を未だ見つけられていない。

## 事件の余波
爆発の約3時間後に、カテドラル・ガーデンズで見つかった不審物に対して、警察により制御爆破が行われたが、後に衣類であったことがわかった。
マンチェスターの住民とタクシー会社は、Twitterを通じて、コンサート会場に取り残された人々に対して、無償で宿泊設備または輸送を提供することを申し出た。コンサートを鑑賞した子どもたちの親らは、爆発があった後、離れ離れになってしまっていた。コンサート会場近くのホテルは、爆発により行き場を失った子どもたちのための一時的な避難所としての役割を果たし、親たちは当局者によりそこへ案内された。
一部がマンチェスター・アリーナの地下にあるマンチェスター・ヴィクトリア駅は、事件後、駅の利用客を退避させた上で直ちに閉鎖され、列車の運行も休止された。ヴィクトリア駅は事件翌日も閉鎖されたままであった。
報道によれば、ショッピングモールのトラフォード・センターとアーンデール・センターでも、不審な包みが見つかった後、買い物客が一時的に避難させられた。5月24日水曜日にも、午後2時の生放送中にBBC 5ラジオのスタジオにいた人たちが短い間避難させられた。

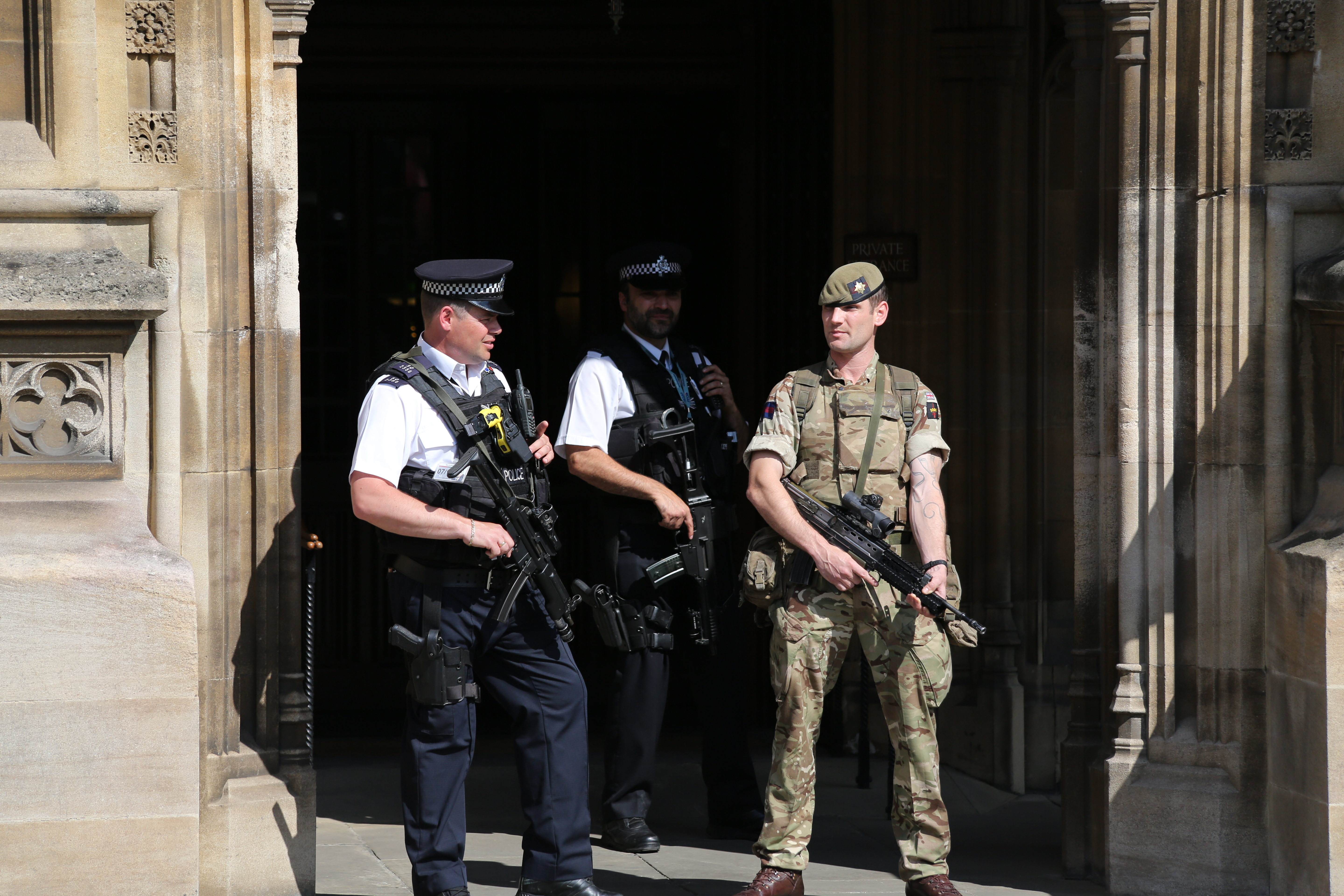
テロ脅威レベルの引き上げに対応してテンパラー作戦の一環として武装警察と共に警備にあたるイギリス軍の軍人

5月23日にグレーター・マンチェスター警察本部長イアン・ホプキンスを呼んでロンドンのホワイトホールで開かれた、本事件発生後2回目となるCOBR会議に出席した後、テリーザ・メイ首相はイギリスのテロ脅威レベルを5段階中最高の「Critical (危機的)」に引き上げた。そして、テンパラー作戦が初めて実行に移され、イギリスの要所を警備する武装警察を強化・支援するために、最大で5000人の兵士が配置されることとなった。翌日に予定されていた英国議会議事堂の見学ツアーとバッキンガム宮殿での衛兵交代式は、事件を受けて、いずれも中止された。また、ダウニング街およびロンドンにあるその他の政府機関庁舎を警備するため、兵士が配置された。5月27日、メイ首相は引き上げられていたテロ脅威レベルを「Severe (深刻)」（5段階中上から2番目）に引き下げたことを発表した。これは、テロ発生の可能性が依然として「highly likely (非常に高い)」ことを示している。

## 死傷者
爆発により自爆テロの実行犯1名を含む計23名が死亡し、少なくとも120名が負傷したと警察が発表した。死亡した人々の中で最も若かったのは8歳の少女だった。ノースウェスト・アンビュランス・サービスは計60台の救急車を事件現場へ出動させ、59名のけが人を市内の8つの病院に搬送し、そして現場付近にいた歩行可能な負傷者たちの応急手当てを施したと報告した。入院した負傷者のうち、12名は16歳未満の子どもだったと報じられた。

## 襲撃者
当局により自爆テロの実行犯と特定されたサルマン・ラマダン・アベディ（Salman Ramadan Abedi）はイスラム教スンナ派を信仰する22歳のリビア系イギリス人の男だった。南マンチェスターに定住していたリビアからの難民の一家の4人兄弟の三男として、1994年12月31日にマンチェスターで生まれた。ウィアレイ・レンジ地域で育ち、マンチェスター近郊のファローフィールドに住んでいた。アベディと彼の兄と父親はディズベリー・モスクで礼拝したと報道された。そのモスクのトップは、2015年にISとアンサール・アル＝シャリーアに異を唱える説教をアベディにしたところ、アベディから「嫌悪を伴って」見つめられたことを思い出したという。
アベディはイギリスのMI5に知られていたが、リスクの高い人物とはみなされていなかった。アベディを知る2人の人物が、彼のものの見方について警察に警告するために、5年前にホットラインに電話していたことが報じられた。
アベディの両親は共にトリポリの生まれで、カダフィ大佐の政権が崩壊したのを受けて、2011年にリビアに帰国した一方で、アベディはイギリスに留まった。2014年にアベディはサルフォード大学に入学し、そこでビジネス・マネジメントについて学んでいたが、後に中退した。アベディはパン屋で働いていたことがあり、彼の友人は、彼はサッカーが上手だったことを憶えていた。彼の知人によると、アベディの両親はリビア滞在中に彼が過激化するのを心配するようになっていたという。両親は彼のイギリスのパスポートを奪ったが、後に彼がイスラム教の聖地メッカへ行くつもりだと言って両親を騙し、彼は両親からパスポートを取り返した。爆破攻撃の2日後、アベディの父と弟はトリポリで治安部隊に逮捕されたことが報道された。
アベディの妹は、シリアでのアメリカ軍の空爆によって殺されたムスリムの子どもたちのための復讐が彼の動機となったのではないかと述べている。
報道によれば、アベディは爆破攻撃よりも前にギャングとも関係をもっており、後にはイスラム過激主義者と深い関係にあったとされる。フランスのジェラール・コロン内相は、「彼には「イスラム国」（ISIL）とのつながりがあり、おそらくはシリアを訪れてもいたであろう」と述べた。ドイツの情報機関によると、アベディは攻撃の4日前にトルコからイギリスに帰国しており、トルコはシリアから第三国へと抜ける際の通過地点として頻繁に利用されている、とのことである。イギリスの政策こそが、今回の攻撃に先立って、シリアから帰国したISの戦闘員がイギリス国内で逃走中であることを許す元となってしまっていることを指摘する者もいる。

## 捜査
2011年に家族のリビアへの帰国に伴って旅行した際のアベディとジハード主義者とのつながりなどが現在重要な調査対象となっている。
また、5月23日のGreater Manchester Police公式ツイッターは、この事件に関与したとして南マンチェスターで23歳の男を逮捕した事を伝えた。さらに、5月24日、同案件で3人を逮捕した。

## 事件への反応

### イギリス国内

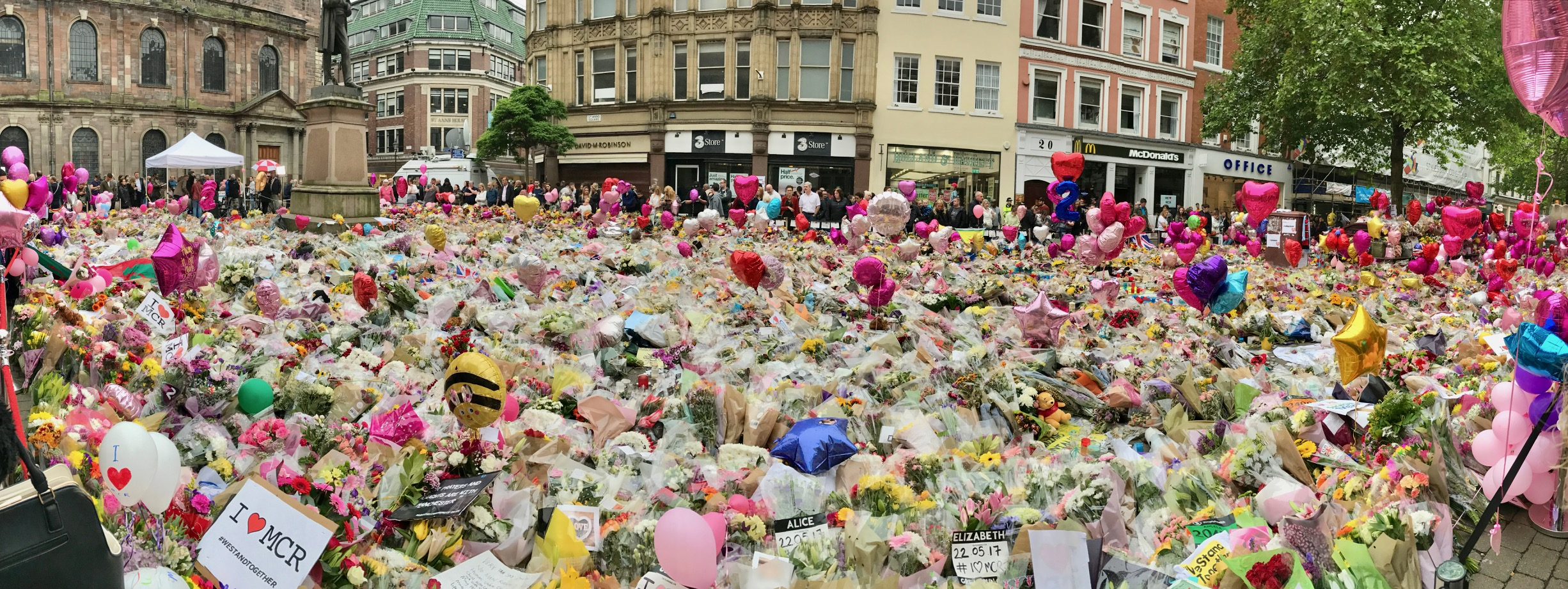
テロの犠牲者を追悼してマンチェスター市中心部のセント・アンズ・スクエアに献花された花

テリーザ・メイ首相と野党第一党党首のジェレミー・コービン（労働党）は爆破攻撃を非難し、女王エリザベス2世は犠牲者の遺族に対して同情の気持ちを述べた。全ての政党が翌月8日に控える総選挙に向けた選挙活動を事件後の2日間は一時中断することを決めた。
グレーター・マンチェスターのアンディー・バーナム市長は、テロ攻撃を「悪意に満ちている」（"evil"）と呼び、翌日の夕方にアルバート・スクエアで徹夜の祈りを捧げることを発表した。徹夜の祈りには、バーナム市長、コービン党首、ジョン・バーコウ庶民院議長、アンバー・ラッド内相らが参列した。英国ムスリム評議会をはじめとする、イギリスの諸ムスリム集団もテロ攻撃を非難した。
この事件を受けて、2016-17プレミアリーグで優勝したイングランドプロサッカーチーム：チェルシー・フットボール・クラブは「マンチェスターでの事件の犠牲者に哀悼の意を表し、2017年5月28日に予定していたロンドンでのリーグ優勝祝賀パレードを中止する」などとした声明を発表した。
2023年3月2日、MI5ケン・マッカラム長官が207ページにわたる報告書を提出。事件当初に報告書を提出していればリビアから帰国した容疑者をマンチェスター空港で犯人を捕まえることができたと述べ、謝罪をした。

### 海外の反応
この事件を受け、下記の諸外国の政府や首長が哀悼の意を示した。
- アゼルバイジャン[62]
- アメリカ[63]
- アルメニア[64]
- イスラエル[65]
- イラン[66]
- インド[67]
- オーストラリア[68]
- オランダ[69]
- カナダ[70]
- ギリシャ[71]
- ケニア[72]
- シンガポール[73]
- スウェーデン[74]
- スペイン[75]
- 中国[76]
- ドイツ[77]
- 日本[78]
- ノルウェー[79]
- パレスチナ[80]
- ハンガリー[81]
- フィリピン[82]
- フランス[83]
- ベルギー[84]
- マレーシア[85]
- ロシア[86]

ほかにはイギリス連邦、欧州委員会、ローマ教皇フランシスコ、国際連合が声明を出した。
スポーツ界では、欧州サッカー連盟（UEFA）公式戦で5月24日に開催されたUEFAヨーロッパリーグ決勝戦（ストックホルム・フレンズ・アレーナ）のアヤックス・アムステルダム（オランダ） VS マンチェスター・ユナイテッド（イングランド）戦に於いて両軍選手が腕に喪章を着用し、キックオフ前にはピッチ上で本事件犠牲者に対する黙祷を行った。

### アリアナ・グランデ
爆発の直前に自らのコンサートが終演したアリアナ・グランデは、（事件を受けて）「打ちのめされました。心の底から、本当に、本当に残念。言葉がありません。」（"broken. from the bottom of my heart, i am so so sorry. i don't have words."）と、自身の公式Twitterアカウントに投稿した。グランデのマネージャーは「この卑劣な行為によって命を奪われた子どもたちと愛する者たちを追悼する」（"mourn the lives of children and loved ones taken by this cowardly act"）と付け加えた。
コンサート会場で自爆テロ事件が起きた結果、グランデは25日に予定されていたワールドツアー『DANGEROUS WOMAN TOUR』のロンドン公演を中止し、ジェット機でアメリカ合衆国フロリダ州にある自宅へと戻った。
また、グランデは犠牲者の遺族に援助を申し出ており、爆発で亡くなった人々の葬儀費用を支払うことを希望していると述べたことが報じられた。
グランデは5月26日、自らのインスタグラムに事件発生後初となるメッセージを投稿、犠牲者を悼み、負傷者を気遣い、そして「憎しみには勝たせたくない」とこれからの決意を内外に示した。そして「マンチェスターへ戻って、マンチェスターの皆さんのためにチャリティーコンサートを開催したい」と慈善ライブを開催する意思も表明した。当時マンチェスター・シティに所属していたプロサッカー選手のヤヤ・トゥーレは被害者の人々にむけて1440万円を寄付した。

## One Love Manchester
5月26日、グランデはマンチェスターで慈善コンサートを開催することを発表した。コンサートの収益はテロ攻撃の影響を受けた犠牲者と家族に寄付され、事件当日のコンサートに参加した人々には無料チケットが提供される。"One Love Manchester"と題したこのコンサートは、6月4日にオールド・トラッフォード・クリケット・グラウンドで挙行され、テレビとラジオでも生中継された。コンサートにはグランデのほか、ジャスティン・ビーバー、テイク・ザット、コールドプレイ、ロビー・ウィリアムズ、リアム・ギャラガーなど多数のアーティストが参加した。